# Вінницька обласна бібліотека для дітей та юнацтва ім. Івана Франка

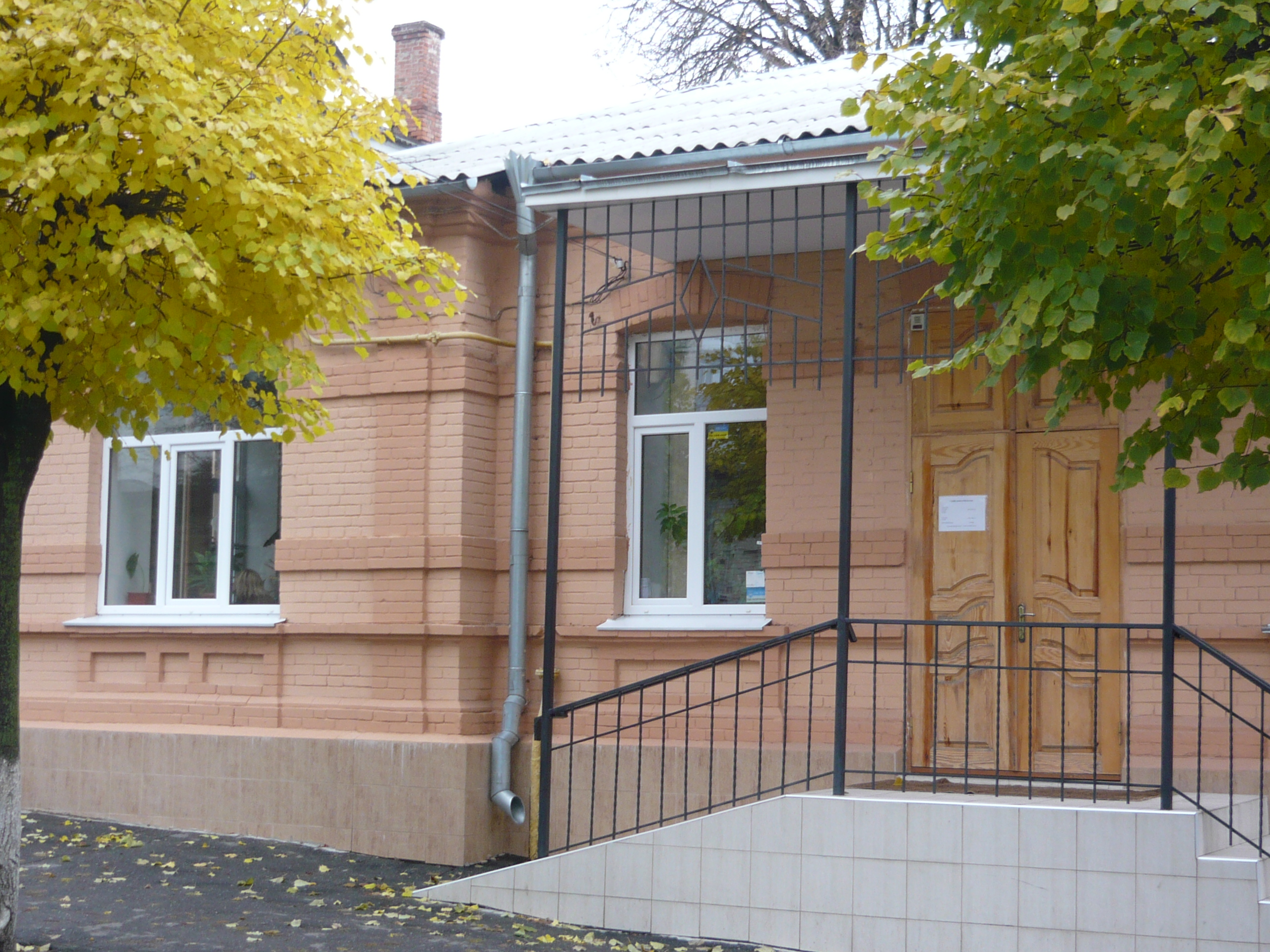
Вінницька обласна бібліотека для дітей та юнацтва ім. Івана Франка

Вінницька обласна бібліотека для дітей та юнацтва ім. Івана Франка — єдиний в регіоні інформаційний, культурний, освітній спеціалізований заклад, що займається наданням бібліотечно-інформаційних послуг молоді віком від 15 до 35 років для задоволення їхніх освітніх, культурних та дозвільних потреб. Є базовою установою з питань розвитку молодіжного читання, організації змістовного дозвілля і творчого розвитку особистості, організаційно-методичним та науково-дослідним центром бібліотечного обслуговування юнацтва в області, організаційним осередком активізації та зміцнення кадрового потенціалу, підвищення професійної кваліфікації бібліотечних фахівців, що обслуговують юнацтво й молодь в області, а також сучасним ресурсним центром застосування новітніх інформаційно-комунікативних технологій та накопичення різних видів документальних джерел.
Місія бібліотеки полягає в інформаційній підтримці користувачів, задоволення їх навчальних, виробничих та культурних потреб. Створення середовища духовності, творчої активності, професійного розвитку та соціального становлення молоді.

## Основні функції бібліотеки
- формування універсального за змістом фонду на традиційних та електронних носіях відповідно до складу користувачів та їх загальноосвітніх, професійних, культурних запитів і потреб;

- підтримка системи освіти молоді в контексті європейських вимог і стандартів відповідно до характеристик Болонського процесу;

- популяризація серед користувачів бібліотеки української книги та виховання культури читання серед юнацтва, як важливої складової його гармонійного інтелектуального розвитку та формування духовної культури;

- створення умов для читання молоді, залучення її до найкращих зразків вітчизняної та зарубіжної літератури;

- підтримка талановитої та активної молоді, допомога у розвитку її творчого та духовного потенціалу, становленні і самореалізації через комплекс різноманітних індивідуальних, масових, групових і наочних форм роботи;

- забезпечення рівних можливостей бібліотечного обслуговування молоді з обмеженнями в життєдіяльності;

- національно-патріотичне виховання та духовне просвітництво юнацтва;

- виховання у молодих громадян сімейних цінностей та формування активної позиції у ставленні до здорового способу життя;

- підвищення якості інформаційно-бібліографічної та краєзнавчої роботи;

- впровадження в практику роботи бібліотеки новітніх інформаційних технологій, забезпечення доступу молодих громадян до всесвітньої мережі Інтернет;

- методичне забезпечення бібліотек області, що працюють з юнацтвом, виявлення, вивчення та впровадження передового бібліотечного досвіду, аналіз й методичний моніторинг стану, тенденцій і особливостей діяльності бібліотек з обслуговування юнацтва;

- подальша співпраця та координація роботи з навчальними закладами, молодіжними структурами, установами-партнерами книгозбірні;

- встановлення та підтримка ділових стосунків з засобами масової інформації;

- підвищення комфортності бібліотечного середовища, формування позитивного іміджу бібліотеки;

- зміцнення матеріально-технічної бази книгозбірні;

- розвиток реклами, впровадження інновацій в роботу закладу.

## Історія
Бібліотеку відкрито в 1980 році в приміщенні колишньої обласної наукової медичної бібліотеки за розпорядженням виконкому Вінницької обласної Ради народних депутатів за № 185 від 27.03.1980 р. «з метою створення найбільш сприятливих умов для всебічного виховання і розвитку юнацтва, поліпшення обслуговування їх літературою».
Нині бібліотека обслуговує більше 10,7 тис. користувачів, яким щороку видається у тимчасове користування понад 230 тис. примірників літератури. Відвідують книгозбірню близько 64 тис. разів на рік, на вебсайт бібліотеки щороку звертається біля 36 тис. користувачів інтернету.

## Фонди
Бібліотечний фонд універсальний, нараховує близько 125 тис. прим. українською, російською, англійською та іншими мовами, є підбірка зібрань на польській мові. У фондах бібліотеки зберігаються цінні видання, зокрема: оригінальне видання «Энциклопедический словарь»  Ф. Брокгауза та І. Ефрона в 82-х т. (С.-Петербург, 1890—1907), факсимільні видання «Изборник Святослава 1073 года» та «Повесть о Зосиме и Савватии», українське перевидання «Літопис руський» (Іпатіївський список 1425 р.). Фонд включає в себе книги, брошури, газети, журнали, нотні та ізовидання, карти, грамплатівки, а також документи на електронних носіях. Щороку до бібліотеки надходить від 4-х до 5-ти тис. прим. видань в традиційному та електронному форматах. Особлива увага приділяється задоволенню інформаційних потреб молоді в освіті й самоосвіті, їх професійному розвитку, підтримці творчої активності, профорієнтації та профадаптації, збільшенню інтелектуального потенціалу та розширенню світогляду. Для задоволення потреб користувачів книгозбірня передплачує понад 200 назв газет та журналів.

## Структура закладу
У структурі бібліотеки — відділи комплектування та зберігання фондів, обслуговування читачів, науково-методичної та інформаційно-бібліографічної роботи, філія. До послуг користувачів 2 абонементи, 3 читальних зали на 50 місць, сектор періодики. В читальному залі та на філії книгозбірні для них виділено автоматизовані робочі місця з можливістю доступу до всесвітньої мережі Інтернет.

## ДБА
Систему довідково-бібліографічного апарату (ДБА) складають абетковий та систематичний каталоги, електронний каталог нових надходжень, який включає документи, що надійшли до фондів бібліотеки з 2010 року, систематична картотека статей (СКС), краєзнавча картотека, а також електронні бібліографічні бази даних — «Законодавство України», «Молодь Вінниччини», «Краєзнавство», «Методична робота» та «Сценарії». Починаючи з 2005 року, бібліотека здійснює повний бібліографічний опис окремих періодичних видань до центрально-українського кооперативного каталогу, завдяки якому між бібліотеками відбувається обмін аналітичних записів журнальних статей.

## Соціокультурна діяльність
Бібліотека проводить серед молоді чимало цікавих культурно-просвітницьких заходів, зокрема, зустрічі з письменниками та неординарними особистостями, презентації книг, літературні прем'єри, конкурси молодіжної творчості. Ряд творчих акцій, заходів соціокультурної діяльності давно вже вийшли за межі стін бібліотеки і обласного центру — це конкурс на найкращий проект з підтримки та розвитку читання «Читаю я! Читає вся моя сім'я!», конкурс бібліотечних проектів «Молоді — для молодих», конкурс світлин «В об'єктиві я і книга», конкурс буктрейлерів «Оживають герої на екрані у рекламі», молодіжна бібліоніч «Книгою призначена зустріч», флешмоб «До бібліотеки всією сім'єю» та ін. Успішно популяризують літературну спадщину і народні традиції рідного краю літературно-мистецька світлиця «Подільська криниця» та народознавчий клуб «Соняшник».

## Партнерство
Бібліотека тісно співпрацює із загальноосвітніми та вищими навчальними закладами, установами профтехосвіти, центром соціальних служб для молоді, центром технічної творчості учнівської молоді, молодіжними структурами та громадськими організаціями.  З 2000-го року заклад здійснює обслуговування молоді з обмеженнями у життєдіяльності. Працівники бібліотеки докладають чимало зусиль, щоб зробити бібліотеку для них доступнішою, створити умови для їхнього комфортного входження в соціокультурне середовище, відкрити для них з допомогою книги нові життєві горизонти.

## Контакти
Україна, 21018, м. Вінниця, вул. С. Бандери, 22